# Thomas Moult
Thomas Moult McKellan  (* 23. September 1885 in Mellor, Derbyshire; † 19. November 1974 in Colchester) war ein englischer Schriftsteller und Journalist.

## Leben
Moult war der dritte von sechs Söhnen des in Irland geborenen Fotoingenieurs Dunseith McKellen und dessen zweiter Ehefrau, Eliza Ann Moult. Er erhielt seine Schulbildung in Marple bzw. im nahegelegenen Manchester. 1911 heiratete er Bessie Boltiansky (1887–1974), die aus einer Familie russischer Juden stammte und als Kind nach England migriert war. Sie ließen sich in London nieder und bekamen 1924 eine Tochter.
Thomas Moult begann seine journalistische Laufbahn als Musikkritiker für die Zeitungen Manchester Guardian und Manchester City News. Danach war er als Literatur- und Sportredakteur für Sunday Referee tätig. 1919 gründete er die Zeitschrift Voices besonders für junge, unbekannte Schriftsteller und veröffentlichte dort Werke von A. E. Coppard, Louis Golding, F. V. Branford und Neville Cardus. Von 1922 bis 1943 gab er jedes Jahr die Sammlung Best Poems of the Year heraus.
Ein wiederkehrendes Thema seiner Veröffentlichungen war die Sportart Cricket, der er einen Gedichtband (Willow Pattern) widmete. Er brachte außerdem die zum Klassiker avancierende Anthologie Bat and Ball (1935) sowie Autobiografien der Cricketspieler Jack Hobbs (1931) und Len Hutton (1949) heraus.
Als Schriftsteller widmete sich Moult insbesondere der Lyrik. Zudem schrieb er Romane und Kurzgeschichten. Edward Marsh nahm einige seiner Beiträge in die Sammlung Georgian Poetry 1918–19 (1919) auf. Cyril Rootham vertonte Moults Chorgedicht Truly He Hath A Sweet Bed unter dem Titel Brown Earth (Opus 65). Es wurde 1922 mit dem Carnegie Award ausgezeichnet und 1923 bei einem Konzert der Musikgesellschaften der Universitäten Oxford and Cambridge in der Royal Albert Hall uraufgeführt.
Moult publizierte häufig unter dem Mädchennamen seiner Mutter. 1936 gab er schließlich offiziell seinen Nachnamen McKellan auf und signierte nur noch mit „Thomas Moult“.
Im Juni 1939 brachte Moult seine Ehefrau und Tochter in die Vereinigten Staaten und kehrte allein nach England zurück. 1945 traf sich die Familie zwar wieder, Bessie und Thomas Moult gingen danach aber wohl getrennte Wege. Bessie Moult, die zuvor als Redaktionsassistentin bei Voices gearbeitet hatte, war als Lehrerin und Autorin in den USA tätig und nahm die dortige Staatsbürgerschaft an. Ihre gemeinsame Tochter Joy Moult heiratete 1947 den britischen Neuropsychologen Oliver Zangwill.
Thomas Moult war von 1952 bis 1962 Präsident der Poetry Society und Vorsitzender der Redaktion von Poetry Review. Er starb 1974 mit 89 Jahren in Colchester.

## Veröffentlichungen (Auswahl)
- Down here the hawthorn: Poems. William Heinemann, London 1921.
- The Comely Lass. A tale of moorland and harbour. William Heinemann, London 1923.
- (Hrsg.): Walter Thomas Spencer: Forty years in my bookshop. Constable & Co., London 1923.
- Snow over Elden. William Heinemann, London 1927.
- Barrie. J. Cape, London 1928.
- (Hrsg.): Derbyshire in prose and verse: an anthology. Elkin Mathews & Marrot, London 1929.
- Saturday Night. William Heinemann, London 1931.
- Sally Go Round the Moon. Harold Shaylor, London 1931.
- (Hrsg.): Great Stories of Sport. L. Stein & V. Gollancz, London 1931.
- (Hrsg.), John Berry Hobbs: Playing for England! My test-cricket story. V. Gollancz, London 1931.
- W. H. Davies. Butterworth, London 1934.
- Mary Webb: Her Life and Work. J. Cape, London 1935.
- (Hrsg.): Bat and Ball. A new book of cricket. Arthur Barker, London 1935.